# Parque Científico de Alicante
El Parque Científico de Alicante (PCA) es una iniciativa de la Universidad de Alicante (España) destinada a fomentar la innovación, la transferencia de conocimiento y la colaboración entre la comunidad académica y el sector empresarial. Ubicado ya dentro del término municipal de Alicante, junto al campus universitario en San Vicente del Raspeig, el PCA alberga empresas de base tecnológica, pymes y grandes corporaciones que colaboran en proyectos de investigación y desarrollo (I+D) y en la captación de talento.

## Historia
El origen del Parque Científico de Alicante se remonta a 1998, cuando el equipo rectoral de la Universidad de Alicante impulsó su creación. Sin embargo, la construcción del parque experimentó varios retrasos, y no fue hasta el 12 de julio de 2006 cuando se colocó la primera piedra, marcando el inicio de las obras.
En 2010, se constituyó formalmente la Fundación Parque Científico de Alicante (FPCA), con el objetivo de promover el desarrollo científico y tecnológico, la innovación y la transferencia de conocimiento. Desde entonces, la FPCA ha trabajado en estrecha colaboración con la Universidad de Alicante para establecer y fortalecer la cooperación entre grupos de investigación y empresas, así como para promover la creación de nuevas empresas innovadoras.
A lo largo de los años, el PCA ha experimentado un crecimiento significativo en el número de empresas vinculadas y en la diversidad de sectores representados. En 2020, el parque celebró su décimo aniversario, consolidándose como un espacio de excelencia en innovación donde conviven empresas surgidas de la propia universidad con otras externas intensivas en conocimiento.
En octubre de 2023, la Universidad de Alicante inauguró un nuevo edificio emblemático para el Parque Científico, diseñado por el arquitecto Guillermo Vázquez Consuegra. Esta infraestructura de más de 13.000 metros cuadrados incluye oficinas, laboratorios y el mayor espacio de coworking de la provincia, destinado a albergar a unas 150 empresas. Este hito ha reforzado el papel del PCA como catalizador entre estudiantes, investigadores, emprendedores y empresas, facilitando la conexión entre el conocimiento y el tejido productivo.
En octubre de 2024, el PCA alcanzó las 50 empresas vinculadas, consolidándose como el principal ecosistema de innovación de la provincia de Alicante. Este crecimiento refleja el compromiso continuo del parque con la promoción de la cultura de la innovación y la competitividad de las empresas e instituciones generadoras de conocimiento.

## Empresas vinculadas
A octubre de 2024, el PCA cuenta con más de 50 empresas vinculadas, incluyendo startups, spin-offs y compañías consolidadas en sectores como biotecnología, salud, tecnologías de la información y la comunicación (TIC) y economía circular. Estas empresas han invertido más de 10 millones de euros en I+D y han contratado a más de 1.000 egresados de la Universidad de Alicante.

## Servicios
El PCA ofrece una amplia gama de servicios diseñados para favorecer la innovación y el crecimiento empresarial, entre los que se incluyen:
- Apoyo en la búsqueda de financiación: Asistencia en la obtención de recursos públicos y privados para proyectos de I+D+i.
- Facilitación de procesos de innovación abierta: Promoción de colaboraciones entre empresas consolidadas y startups para el desarrollo de proyectos innovadores.
- Acceso a talento universitario: Conexión con estudiantes y egresados de la Universidad de Alicante para prácticas, proyectos de fin de grado o máster y oportunidades de empleo.
- Espacios de trabajo: Disponibilidad de oficinas, laboratorios y espacios de coworking adaptados a las necesidades de las empresas.
- Formación y eventos: Organización de actividades para fomentar la cultura emprendedora y la creación de empresas innovadoras.

## Colaboraciones
En febrero de 2024, el Ayuntamiento de Alicante y la Universidad de Alicante renovaron su convenio de colaboración para atraer empresas de alta calidad al Parque Científico, ampliando el desarrollo de acciones conjuntas entre ambas instituciones.